# Alfredo Binda
Alfredo Binda (Cittiglio, Varese, Llombardia, 11 d'agost de 1902 - Cittiglio, 1 de gener de 1986) va ser un ciclista italià, anomenat La Gioconda per la seva elegància i somriure permanent. És considerat com el primer gran corredor de la història del ciclisme. Assolí més de 100 victòries durant els seus anys de professional
Encara que va néixer a Cittiglio va créixer a Niça. La seva principal qualitat ciclista era la d'escalador.
Es va convertir en professional el 1922. La seva consagració va arribar el 1925 en guanyar el Giro d'Itàlia i la Volta a Llombardia. Va dominar ambdues curses els anys següents, tot guanyant el Giro d'Itàlia els anys 1925, 1927, 1928, 1929 i 1933 i la Volta a Llombardia el 1925, 1926, 1927 i 1931.
El seu domini al Giro fou espectacular: a més de les cinc victòries a la general va guanyar 41 etapes, un rècord que es mantingué fins al 2003, quan Mario Cipollini el superà. El 1927 va guanyar 12 de les 15 etapes, i el 1929 8 etapes consecutives. A causa d'aquesta superioritat se li oferiren diners per no competir al Giro d'Itàlia de 1930 per tal que aquest tornés a guanyar en interès. És per aquest motiu que aquell any va córrer el Tour de França on va guanyar dues etapes abans d'abandonar.
Va ser el guanyador de la primera edició del Campionat del Món de ciclisme, guanyant el títol en tres ocasions: 1927, 1930 i 1932, un rècord igualat més tard per Rik Van Steenbergen, Eddy Merckx i Óscar Freire. A més, va quedar tercer el 1929. Altres victòries de Binda foren quatre campionats d'Itàlia en ruta i dues Milà-San Remo.
Era germà del també ciclista Albino Binda.

## Palmarès
- 1924
  - 1r al Tour del Sud-est i vencedor de 2 etapes
- 1925
  -  1r al Giro d'Itàlia i vencedor d'una etapa
  - 1r a la Volta a Llombardia
- 1926
  -  Campió d'Itàlia en ruta
  - 1r a la Volta a Llombardia
  - 1r al Giro del Piemont
  - 1r al Giro de Toscana
  - 1r de la Milà-Mòdena
  - 1r a la Corsa del XX Settembre
  - 1r al Giro de la província de Milà, amb Giovanni Brunero
  - Vencedor de 6 etapes al Giro d'Itàlia
- 1927
  -  Campió del Món de ciclisme en ruta
  -  Campió d'Itàlia en ruta
  -  1r al Giro d'Itàlia i vencedor de 12 etapes
  - 1r a la Volta a Llombardia
  - 1r al Giro del Piemont
  - 1r al Giro de Toscana
  - 1r als Sis dies de Milà (amb Costante Girardengo)
- 1928
  -  Campió d'Itàlia en ruta
  -  1r al Giro d'Itàlia i vencedor de 6 etapes
  - 1r al Giro del Veneto
  - 1r a la Volta a Colònia
- 1929
  -  Campió d'Itàlia en ruta
  -  1r al Giro d'Itàlia i vencedor de 8 etapes
  - 1r a la Milà-Sanremo
  - 1r al Giro de Romanya
  - 1r al Premi Dupré-Lapize (amb Domenico Piemontesi)
- 1930
  -  Campió del Món de ciclisme en ruta
  - Vencedor de 2 etapes del Tour de França
- 1931
  - 1r a la Milà-Sanremo
  - 1r a la Volta a Llombardia
  - Vencedor de 2 etapes del Giro d'Itàlia
- 1932
  -  Campió del Món de ciclisme en ruta
  - 1r al Giro de la província de Milà, amb Raffaele Di Paco
- 1933
  -  1r al Giro d'Itàlia, vencedor de 6 etapes i  1r del Gran Premi de la Muntanya

### Resultats al Giro d'Itàlia
- 1925. 1r de la classificació general i vencedor d'una etapa
- 1926. 2n de la classificació general i vencedor de 6 etapes
- 1927. 1r de la classificació general i vencedor de 12 etapes
- 1928. 1r de la classificació general i vencedor de 6 etapes
- 1929. 1r de la classificació general i vencedor de 8 etapes
- 1931. Abandona (7a etapa) i vencedor de 2 etapes
- 1932. 7è de la classificació general
- 1933. 1r de la classificació general, vencedor de 6 etapes i  1r del Gran Premi de la Muntanya
- 1934. Abandona (6a etapa)
- 1935. 16è de la classificació general

### Resultats al Tour de França
- 1930. Abandona (10a etapa) i vencedor de dues etapes